# Charlie Gustafsson
Charlie Victor André Gustafsson Ribenius, född 16 februari 1992 i Enskede församling i Stockholm, är en svensk skådespelare. Sedan 2017 spelar han en av huvudrollerna i dramaserien Vår tid är nu.

## Filmografi (urval)

### TV
- 2001 – Mirakelpojken (TV-serie)
- 2001 – Rederiet (TV-serie)
- 2002 – Hjälp! Rånare! (TV-serie)
- 2005 – Livet enligt Rosa (TV-serie)
- 2010 – Den fördömde (TV-serie)
- 2012 – Dubbelliv (TV-serie)
- 2014 – Tjockare än vatten (TV-serie)
- 2014 – Vikingshill (TV-serie)
- 2017–2019 – Vår tid är nu (TV-serie)
- 2020–2021 – Änglavakt (TV-serie)
- 2021–2022 – Udda veckor (TV-serie)
- 2025 – Åremorden (TV-serie)

### Filmer
- 2009 – Så olika (biroll)
- 2008 – I taket lyser stjärnorna
- 2004 – Falla vackert
- 2010 – Tusen gånger starkare
- 2010 – En gång hjälte
- 2011 – The Stig-Helmer Story
- 2013 – Gabriel Klint
- 2013 – Julie
- 2013 – Tyskungen
- 2013 – 10 Guds siffror
- 2013 – Sitting Next to Zoe
- 2013 – IRL
- 2022 – Andra akten
- 2025 – Kärlek fårever

### Kortfilmer
- 2011 – Riddarvägen 26
- 2011 – Girl
- 2012 – Slutet med oss
- 2012 – Tjockare än Vatten
- 2014 – Boygame

## Teater

### Roller (ej komplett)
| År   | Roll       | Produktion                             | Regi             | Teater            |
| ---- | ---------- | -------------------------------------- | ---------------- | ----------------- |
| 2021 | Peo Thyrén | Noice - Rockmusikalen Robert Lillhonga | Robert Lillhonga | Cirkus, Stockholm |